# Arebius agamus
Arebius agamus är en mångfotingart som beskrevs av Chamberlin 1941. Arebius agamus ingår i släktet Arebius och familjen stenkrypare. Inga underarter finns listade i Catalogue of Life.